# Harkány
Harkány (németül: Harkan, horvátul: Harkanj) város a Dél-Dunántúl régióban, Baranya vármegyében, a Siklósi járásban. Egyedülálló, kénes gyógyvizének értékét a 19. század óta használják ki. 

## Fekvése
A Drávatamási– Harkányfürdő–Siklós vonal jelöl ki a Dráva mentén egy Harkány térségi területet, a Szigetvár–Harkány–Nyárádi  pedig egy löszfelszínt határol. A Zselicből, Mecsekből erre a területre vízfolyások futnak. Drávatamási, Harkányfürdő vonaltól északi irányba kavicsos rétegeket a talajban nem „harántoltak”, ebből arra következtettek, hogy a Dráva nem járt arra a pleisztocén idejében.
A külső-drávaszögi Harkány Magyarország legdélibb fekvésű városa, szoros versenyben Siklóssal. Teljesen sík területen fekszik, így a mozgáskorlátozottak, kerékpárral érkezők és a babakocsit tolók körében is kedvelt.
A szomszédos települések: észak felől Csarnóta, észak-északkelet felől Bisse, északkelet felől Máriagyűd, kelet felől Siklós, délkelet felől Matty, dél felől Gordisa, délnyugat felől Ipacsfa és Kovácshida, nyugat felől Márfa, északnyugat felől pedig Szava.

### Megközelítése
Legfontosabb közúti megközelítési útvonala az 58-as főút, mely Pécs térségétől húzódik a déli országhatárig (Drávaszabolcsig). Korábban végighaladt Harkány központján, egy ideje már nyugat felől elkerüli azt; a régebbi belterületi nyomvonal azóta mellékúttá visszaminősítve az 5717-es útszámozást viseli.
Siklóssal az 57 133-as számú mellékút köti össze (ez korábban az 5701-es út része volt, de utóbbi nyomvonala ma már elkerüli mindkét város lakott részeit északi irányból). A tőle nyugatra fekvő településekkel, Vajszló-Sellye-Darány térségével az 5804-es, északnyugati településrészével, Tereheggyel és azon keresztül Diósviszlóval, Szavával, Ócsárddal és Görcsönnyel pedig az 5814-es út köti össze.
Vasúti elérését 2007-es bezárásáig a Középrigóc–Villány-vasútvonal biztosította; Harkány vasútállomás a város nyugati szélén helyezkedett el. Jóval korábban érintette az 1971-ben bezárt Pécs–Harkány–Donji Miholjac-vasútvonal is, amelynek az egykor önálló, ma már a városhoz tartozó Terehegyen is volt egy megállóhelye.
Harkány megközelítése az elmúlt években, a közvetlen vasúti kapcsolat hiánya ellenére jelentősen kedvezőbbé vált közösségi közlekedéssel is. Budapestről vonattal Pécsig, majd onnan busszal; vagy a közvetlenül Budapestről (Népliget állomásról) naponta többször induló buszjáratokkal érhető el a város.

## Története

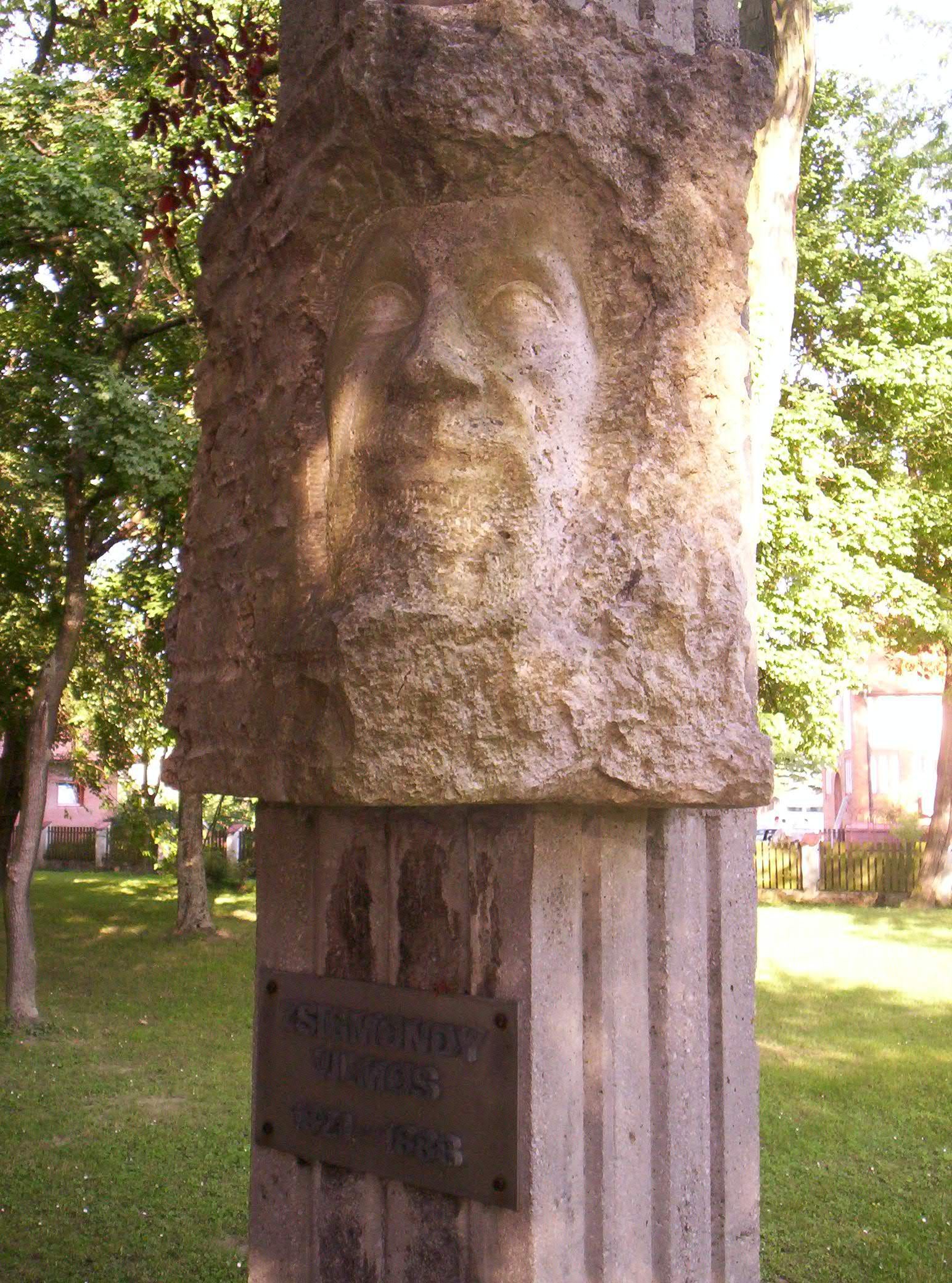
Zsigmondy Vilmos bányamérnök emlékoszlopa (Veszprémi Imre alkotása)

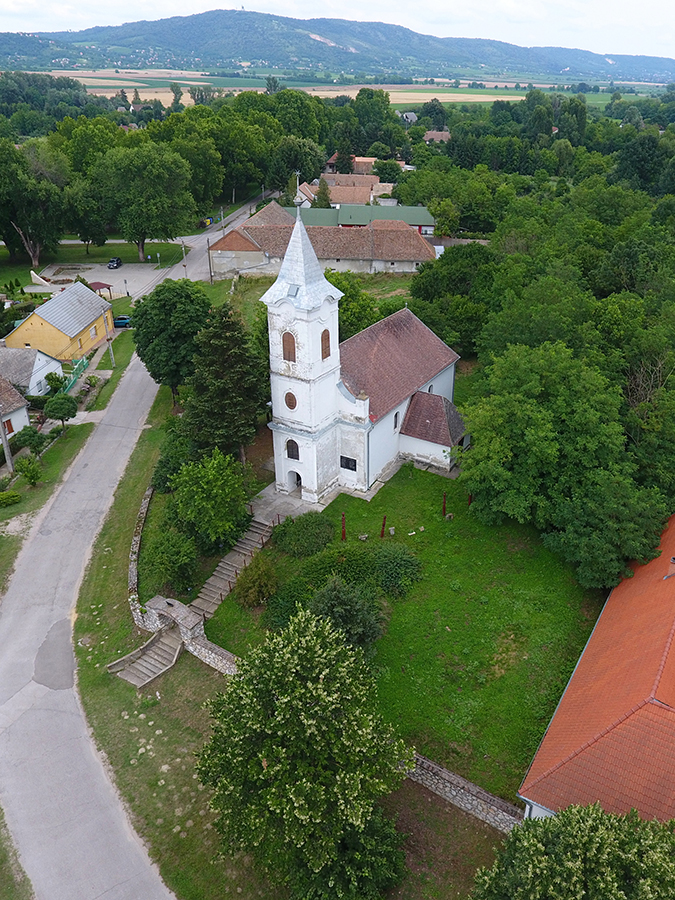
Terehegy, a várdomb és a templom madártávlatból

Harkány nevét az oklevelek 1323-ban említették először Harkan alakban írva. Harkány királyi udvarnokok földje volt, melyet I. Károly magyar király, mint örökös nélkül elhalt  ember birtokát Pál fia György temesvári alvárnagynak adott, s határát is leíratta.
1397-ben az oklevelek a Byka nemzetség birtokának írták. A nemzetség birtokközpontja Terehegy volt. A család tagjai közül ismert volt többek között Byka Janás, aki Zsigmond királyt támogató 112 nemes között volt. Byka Miklós pedig a krakkói egyetemen tanult. A Byka család a szigetvári vár elestével halt ki.
1543-ban a falu már Perényiek tulajdona volt, és a siklósi várhoz tartozott. Harkány ebben az évben lett az Oszmán Birodalom része. A török időkben is lakott maradt. Megmaradt lakosai főleg földműveléssel, szőlőtermeléssel foglalkoztak. 1554-ben 22, 1571-ben 40, 1582-ben 47 adózó család lakta. 1556-ban Horváth Márk szigetvári kapitány visszafoglalta a falut, és Sziget várának 1566-os elestéig mind a magyar, mind a török uraknak adóztak a lakosok.
A törökök kiűzése utáni időkben a falu birtokosa a Batthyány család volt. 1785-ben Széchényi Descriptiója szerint 65 ház állt a faluban.
1814-ben a Batthyány család, hogy megnövekedett állatállományát nagyobb területű legelőkhöz juttassa, birtokán; a Gyűd-Harkány közt elterülő mocsarak lecsapolásába fogott. 1823-ban a lecsapoláskor a mocsarakban dolgozó egyik munkás; Pogány János nevű jobbágy, a mocsárból felbuzgó meleg vízben áztatva fájós lábát, attól meggyógyult. Gyógyulásának hamar híre ment a környéken, és az uradalom is felismerte a gyógyvíz hatását.
Harkány Siklós „uradalom” részét képezte. 1823-tól jelezték kénes jellegű gyógyvizét Harkánynak. 1824-ben megkezdték a fürdő kiépítését az akkori térképvázlaton szereplő Büdösrét, Büdöstó helyén. A termálvízre 1828-ban épült fürdőépület. 1846-ban már megjelent magyarul is „A harkányi hévíz gyógyereje” című tanulmány-füzet, amely a hely jelentőségét mutatta be az olvasóknak. 1860-ban közkegyelemben részesült a Batthyány család és visszakapta Harkány-fürdő birtokát is 1866-tól fogva Zsigmondy Vilmos mérnök irányításával kezdődtek meg artézi kútfúrások. Az ekkor 1866-ban hazánkban elsőként létesített, un. Alsó artézi kút lett az ország első kiépített hévízkútja, amelyet 37,7 méter mélyről érkező 61.2 °C hőmérsékletű feltörő víz táplált.  
1918 novemberétől 1921 augusztusig a település szerb megszállás alatt volt, 1921 nyarán  a Baranya–bajai Szerb–Magyar Köztársaság nevű szerb bábállam részét képezte. A város jelentős átalakulása a szerb-megszállást utáni korszakban kezdődött.
A fürdő igazi fellendülését 1925-től, Antal Jenő fürdőbérlőnek történt átadása jelentette, aki igazgatóként valódi európai nívójú környezetet kezdett kialakítani a messze földön már híressé lett helyen, a gyógyulni vágyók számára. 1925-ben épült fel a közel 2000 m² vízfelületű termálfürdő, amelynek átlagosan 29 °C-ra lehűtött hőmérsékletű kellemes kénes vize nem csak a reuma, a köszvény és isiász gyógyítására alkalmas, hanem megannyi más esetben, pl. légzőszervi krónikus hurutok, bőrbetegségek, égési sebek, „női bajok”, és egyéb szervi bántalmak számára is „csodavíz”. 
A mediterrán jellegű enyhe éghajlat, a tiszta levegő télen-nyáron biztosítja a gyógyulást. Termálfürdő területe mellett platánfákkal övezett, hatalmas kiterjedésű és gondozott virágszigetekkel, rózsakerttel is rendelkező parkot létesítettek, amely már lassan száz éve vonzza az idelátogatók nagy számát. A turizmust pártfogoló vasúti tömegközlekedés 1928-tól  naponta öt pár vonatszerelvényen hozta és vitte Pécs vasútállomásról az érdeklődőket, és gyógyulni vágyókat. 1927-ben az itt megrendezett nemzetközi orvosi vándorgyűlés résztvevői nagy elismeréssel szóltak előadásaikban a fürdő gyógyforrásairól, amely lassan szak-orvosi körökben is elfogadottá tette a termálfürdő hírnevét. A fürdőigazgatóság az 1920-as évektől fogva szerződéseket kötött a nagyobb hazai, és több külhoni egészség- és társadalombiztosító társasággal, akiknek tagsága kedvezményesen vehette igénybe a fürdő valamennyi szolgáltatását.
Az eleinte állandó szállás gondokkal küzdő városban a gondok enyhítésére a város vezetősége komoly lépéseket tett a kezdetektől fogva. 1930-ra épült meg az akkor Gróf Benyovszky nevére keresztelt fürdőtelepi szálló 65 szobával, s még 1928-ban megkezdték 50 holdnyi terület villakertekre parcellázását is, közvetlenül a nagy parkterület közelében, amely villák sokaságába nyerhettek egyéni elhelyezést később az ide utazók.

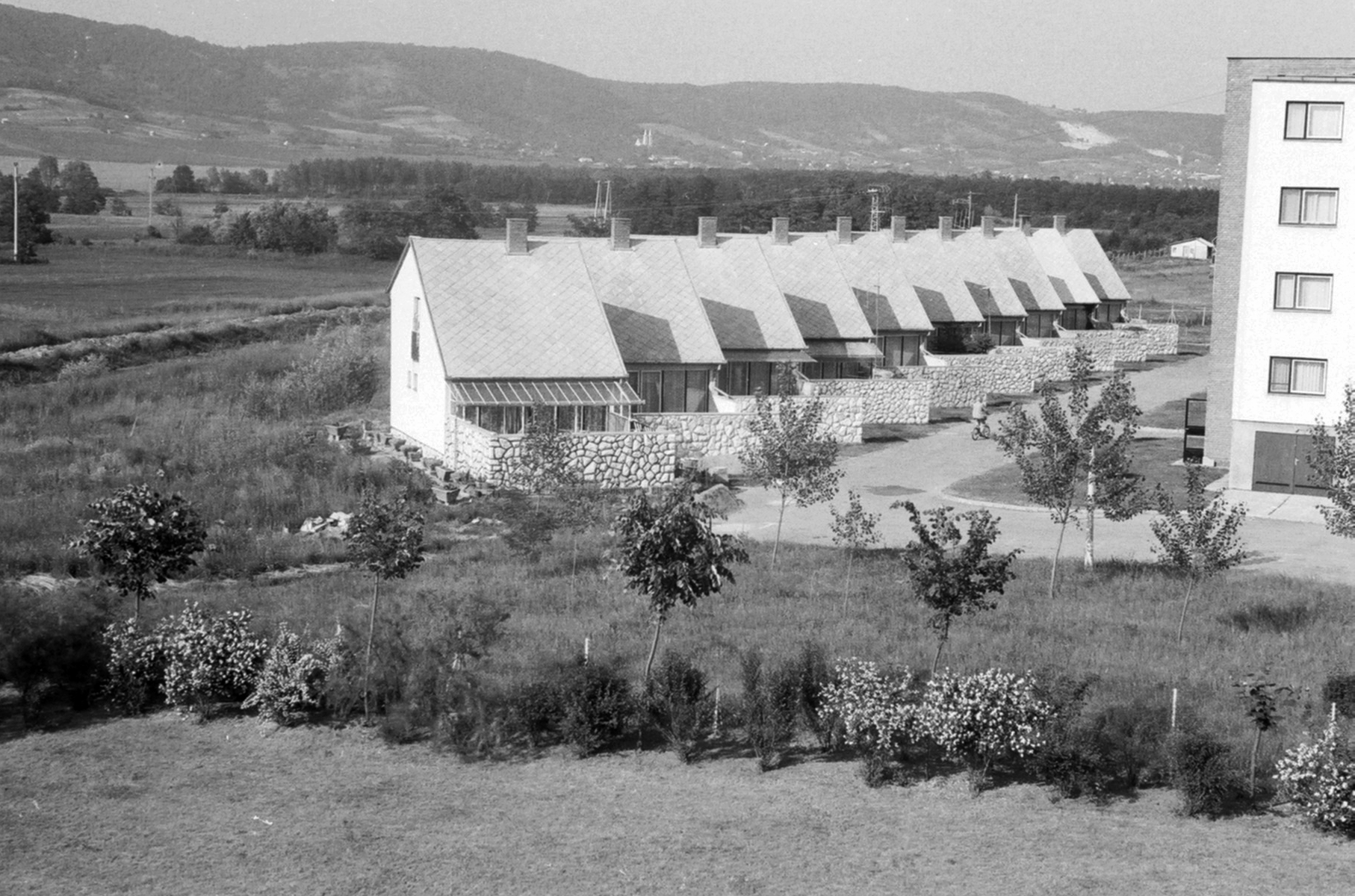
Harkány Bartók Béla utca északi része 1980-ban

1977. április 1-jén lett nagyközség a szintén szomszédos Harkány, amely korábban Siklóssal közös tanáccsal működött. Ugyanekkor hozzácsatolták a 2 km-re északnyugatra lévő Terehegy községet. (A két település majdnem egybeépült azóta, a 2 km a településközpontok közti távolság.)
Az 1991-ben kitört délszláv háború váratlanul érte a városban nyaraló délszlávokat. Segítségükre a helyi reformátusok voltak, akik élelmiszert, ruházatot gyűjtöttek.
1999. július 1-jén kapott városi rangot.
Harkány jelenleg is a turizmusból élő város. Számtalan hotel, apartman igyekszik kiszolgálni a gyógyvíz és az egyéb természeti, kulturális érdeklődésű vendégek igényeit. Jelenleg 2 db négycsillagos, számtalan 3 és 2 csillagos hotel mellett az olcsóbb, fizetővendéglátás keretein belül üzemelő „szoba kiadó” típusú szálláshelyek közül választhat a vendég. A hotelek gasztronómiai, wellness és egyéb kínálatukkal magas színvonalon szolgáltatnak. A hotelek jellemzően a 2010-es évek környékén épültek, újra-épültek, vagy egészítették ki szolgáltatásaikat. Harkány jellemzően belföldi vendégek számában kimagasló, történelme miatt cseh, német, horvát és egyéb desztinációk is jelentős küldő területnek minősülnek. A jelenleg üzemelő hotelek (a teljesség igénye nélkül), Dráva Hotel, Termál Kemping Apartmanházak, Thermal Hotel, Baranya Hotel, Xavin Hotel, Ametiszt Hotel, Arborétum Hotel, Hotel Platán, Well Hotel. A Gyógyfürdő bejáratához legközelebbi szálláshelyek: Baranya Hotel és Dráva Hotel. Szinte mindegyik hotel saját wellness részleggel rendelkezik, a legnagyobb vízfelületek és legszélesebb szolgáltatások a Thermal Hotel és Dráva Hotel esetében érhetőek el. Apartman elhelyezést a Lídia Hotel, a Termál Kemping Apartmanházak és az Ametiszt Hotel képes nyújtani. Családi hotel szinte mind. Konferencia kapacitása (100 fő feletti konferenciát tekintve) a Thermal Hotelnek és a Dráva Hotelnek jelentős.

## Idegen elnevezései
Horvátul Harkanj a hivatalos elnevezése, az Arkanj alakot az átai és a hercegszántói horvátok használták.

## Közélete

### Polgármesterei
- 1990–1994: Bédy István (FKgP-SZDSZ)[18]
- 1994–1998: Bédy István (Egységben Harkányért)[19]
- 1998–2002: Bédy István (EHE-Fidesz-MDF-MIÉP-KDNP)[20]
- 2002–2006: Bédy István (EHE-Fidesz)[21]
- 2006–2010: Bédy István József (Harkányért-Fidesz-KDNP-Kisgazda Polgári Egyesület)[22]
- 2010–2012: Dr. Imri Sándor (független)[23]
- 2013–2014: Dr. Imri Sándor (független)[24]
- 2014–2019: Baksai Endre Tamás (Fidesz-KDNP)[25]
- 2019–2024: Baksai Endre Tamás (Fidesz-KDNP)[26]
- 2024– : Baksai Endre Tamás (Fidesz-KDNP)[1]

| Név                | Párt                                              | Terminus  | Megjegyzés / Források |
| ------------------ | ------------------------------------------------- | --------- | --- |
| Baksai Endre Tamás | Fidesz-KDNP                                       | 2014– \|  | 2024... |
| Baksai Endre Tamás | Fidesz-KDNP                                       | 2014– \|  | A 2019. október 13-án megtartott választáson a 2061 érvényesen leadott szavazatból, két jelölt közül 1503 szavazatot szerzett meg, amivel 72,93 %-os eredményt ért el.                                                                               |
| Baksai Endre Tamás | Fidesz-KDNP                                       | 2014– \|  | A 2014. október 12-én megtartott választáson a 2014 érvényesen leadott szavazatból, két jelölt közül 1299 szavazatot szerzett meg, amivel 64,5 %-os eredményt ért el.                                                                                |
| Dr. Imri Sándor    | független                                         | 2010–2014 | A 2013. március 10-én (a képviselő-testület önfeloszlatása okán) megtartott választáson az 1714 érvényesen leadott szavazatból, két jelölt közül 861 szavazatot szerzett meg, amivel 50,23 %-os eredményt ért el (8 szavazatnyi különbséggel nyert). |
| Dr. Imri Sándor    | független                                         | 2010–2014 | A 2010. október 3-án megtartott választáson a 2071 érvényesen leadott szavazatból, három jelölt közül 1424 szavazatot szerzett meg, amivel 68,76 %-os eredményt ért el.                                                                              |
| Bédy István        | Harkányért-Fidesz-KDNP-Kisgazda Polgári Egyesület | 1990–2010 | A 2006. október 1-jén megtartott választáson az 1939 érvényesen leadott szavazatból, két jelölt közül 1192 szavazatot szerzett meg, amivel 61,47 %-os eredményt ért el.                                                                              |
| Bédy István        | EHE-Fidesz                                        | 1990–2010 | A 2002. október 20-án megtartott választáson az 1937 érvényesen leadott szavazatból, négy jelölt közül 1436 szavazatot szerzett meg, amivel 74,14 %-os eredményt ért el.                                                                             |
| Bédy István        | EHE-Fidesz-MDF-MIÉP-KDNP                          | 1990–2010 | Az 1998. október 18-án megtartott választáson az 1677 érvényesen leadott szavazatból, két jelölt közül 1272 szavazatot szerzett meg, amivel 75,85 %-os eredményt ért el.                                                                             |
| Bédy István        | Egységben Harkányért                              | 1990–2010 | Az 1994. december 11-én megtartott választáson az 1729 érvényesen leadott szavazatból, két jelölt közül 1385 szavazatot szerzett meg, amivel 80,1 %-os eredményt ért el.                                                                             |
| Bédy István        | FKgP-SZDSZ                                        | 1990–2010 | Az 1990-es polgármester-választásról a Nemzeti Választási Iroda publikus nyilvántartása alapján csak annak eredménye állapítható meg. |

## Média
A település online hírportálja az Új Harkányi Hírek.

## Népesség
A település népességének változása:
| Lakosok száma | 4087 | 4124 | 4219 | 4632 | 4949 | 4675 | 4689 | 4775 |
|               | 2013 | 2014 | 2015 | 2019 | 2021 | 2022 | 2023 | 2024 |

A 2011-es népszámlálás során a lakosok 78,5%-a magyarnak, 0,4% cigánynak, 4,5% horvátnak, 6,2% németnek, 0,9% szerbnek, 0,2% szlováknak mondta magát (20% nem nyilatkozott; a kettős identitások miatt a végösszeg nagyobb lehet 100%-nál). A vallási megoszlás a következő volt: római katolikus 43,7%, református 15,2%, evangélikus 0,7%, görögkatolikus 0,6%, felekezeten kívüli 8,9% (29,1% nem nyilatkozott).
2022-ben a lakosság 86,3%-a vallotta magát magyarnak, 4,5% németnek, 3,8% horvátnak, 1% szerbnek, 0,3% cigánynak, 0,1-0,1% bolgárnak, szlováknak, ukránnak és románnak, 2,6% egyéb, nem hazai nemzetiségűnek (12,4% nem nyilatkozott; a kettős identitások miatt a végösszeg nagyobb lehet 100%-nál). Vallásuk szerint 33,3% volt római katolikus, 12,1% református, 0,8% evangélikus, 0,7% görög katolikus, 0,3% ortodox, 1% egyéb keresztény, 1,5% egyéb katolikus, 12,6% felekezeten kívüli (37,2% nem válaszolt).

## Nevezetességei

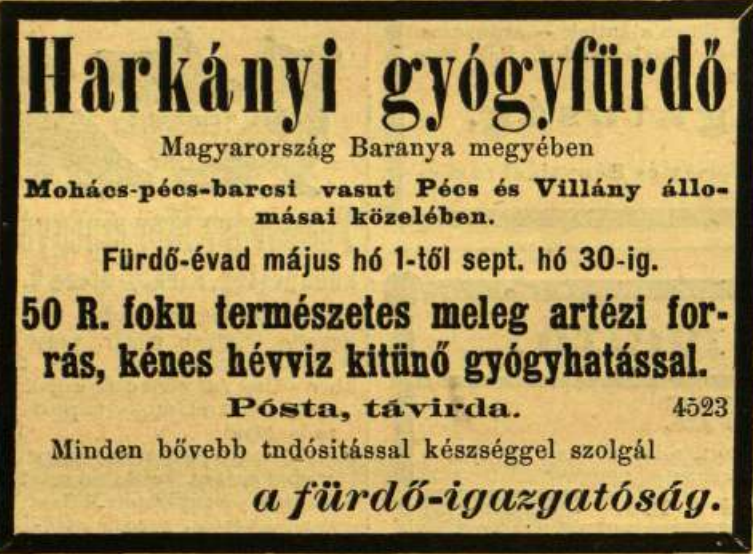
Gyógyfürdő-reklám (1878)

- Harkányi Gyógyfürdő vagy Harkányi Gyógy- és Strandfürdő: Kiemelt országos minősítésű gyógyfürdő. A termálkutak a fürdő területén helyezkednek el, 62 °C-os vizet szállítanak. A víz összetétele: alkáli-hidrogén-karbonátos, a kénes vizek csoportjába tartozik. Harkányt fürdője révén a „Reumások Mekkája” néven emlegetik. A 180 esztendős létesítmény vize a reumatikus panaszok, ízületi gyulladások, operációk utáni mozgáskorlátozottság, törések és idült bőrbetegségek gyógyítására szolgál, és baleseti utókezelések céljára is hasznosítják.
- Harka Kút:  A Gyógyfürdő melletti Zsigmondy őspark hűs árnyat adó fái közt találjuk a Harka kutat, mely a Harkányi legendában szereplő leányra emlékeztet. A 2000-ben elkészült, Zsolnay alapanyagú értékes szökőkutat a  harkányi víz legendáját szimbolizáló motívumokkal díszítették. A kút motívumait a Gyógyfürdő medencéi közötti szoborban is viszont látjuk.
- Református templom (Kossuth utca) (1802, késő barokk)[31]
- Református templom (Terehegyi út) (1800 körül, copf)
- Katolikus templom (1906)
- Izraelita temető, benne a fürdő orvosának, és a helyi századfordulós, jórészt idegenforgalommal foglalkozó zsidó közösség tagjainak sírjaival. A Református temetőn túl fekszik.
- Országalmás csobogó

## Testvértelepülések
- Cirkvenica, Horvátország
- Trogir, Horvátország
- Szczawnica, Lengyelország
- Hajdúböszörmény, Magyarország
- Bruchköbel, Németország
- Kurcsatov, Oroszország
- Tusnádfürdő, Románia, Erdély
- Péterréve, Szerbia, Délvidék

## A település az irodalomban
- Harkány az egyik, érintőlegesen említett helyszíne Mattyasovszky Jenő Hód és a rémült kísértet című bűnügyi regényének.